# Ripalda insignis
Ripalda insignis är en insektsart som först beskrevs av Jules Pièrre Rambur 1842.  Ripalda insignis ingår i släktet Ripalda och familjen myrlejonsländor. Inga underarter finns listade i Catalogue of Life.